# Giuseppe Schirò (1865-1927)
Giuseppe Schirò (Zef Skiroi in albanese; Piana degli Albanesi, 10 agosto 1865 – Napoli, 17 febbraio 1927) è stato un poeta, linguista, pubblicista e storico italiano di etnia arbëreshë, fra le più importanti figure del movimento culturale e letterario albanese del XIX secolo.

Firma di Giuseppe Schirò

Illustre albanologo, studioso e attento raccoglitore delle tradizioni poetiche arbëreshë, fu il primo professore universitario in Italia della Cattedra di lingua e letteratura albanese, presso l'Istituto Orientale di Napoli, di cui fu anche direttore.
È il maggior rappresentante della tradizione culturale e letteraria albanese di Sicilia, uno dei più raffinati maestri di stile della letteratura albanese, che lasciò una vasta produzione letteraria. Tra gli iniziatori di una letteratura albanese rinnovata, sensibile ai modelli letterari colti, fu autorevole ispiratore degli intellettuali del suo tempo ed ebbe un ruolo importante nel movimento della Rilindja/Rinascita albanese e nell'indipendenza dell'Albania, a cui partecipò attivamente insieme alle élite intellettuali albanesi.

## Biografia
Dopo aver frequentato il Seminario Italo-Albanese di Palermo, si laureò in legge.

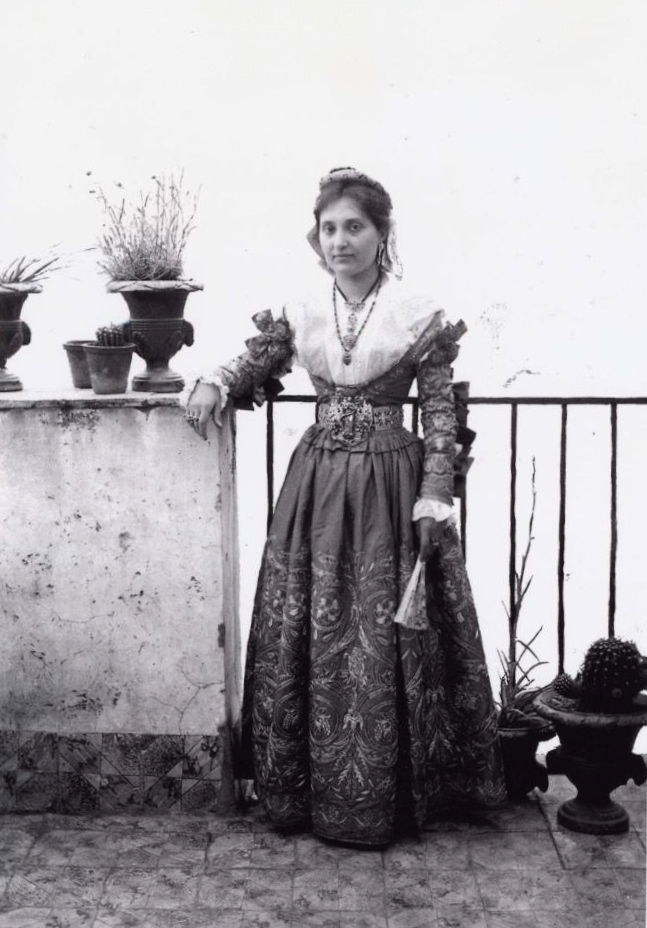
La novellista Cristina Gentile Mandalà (1856 – 1919) al Collegio di Maria, cugina e prima formatrice dello Schirò.

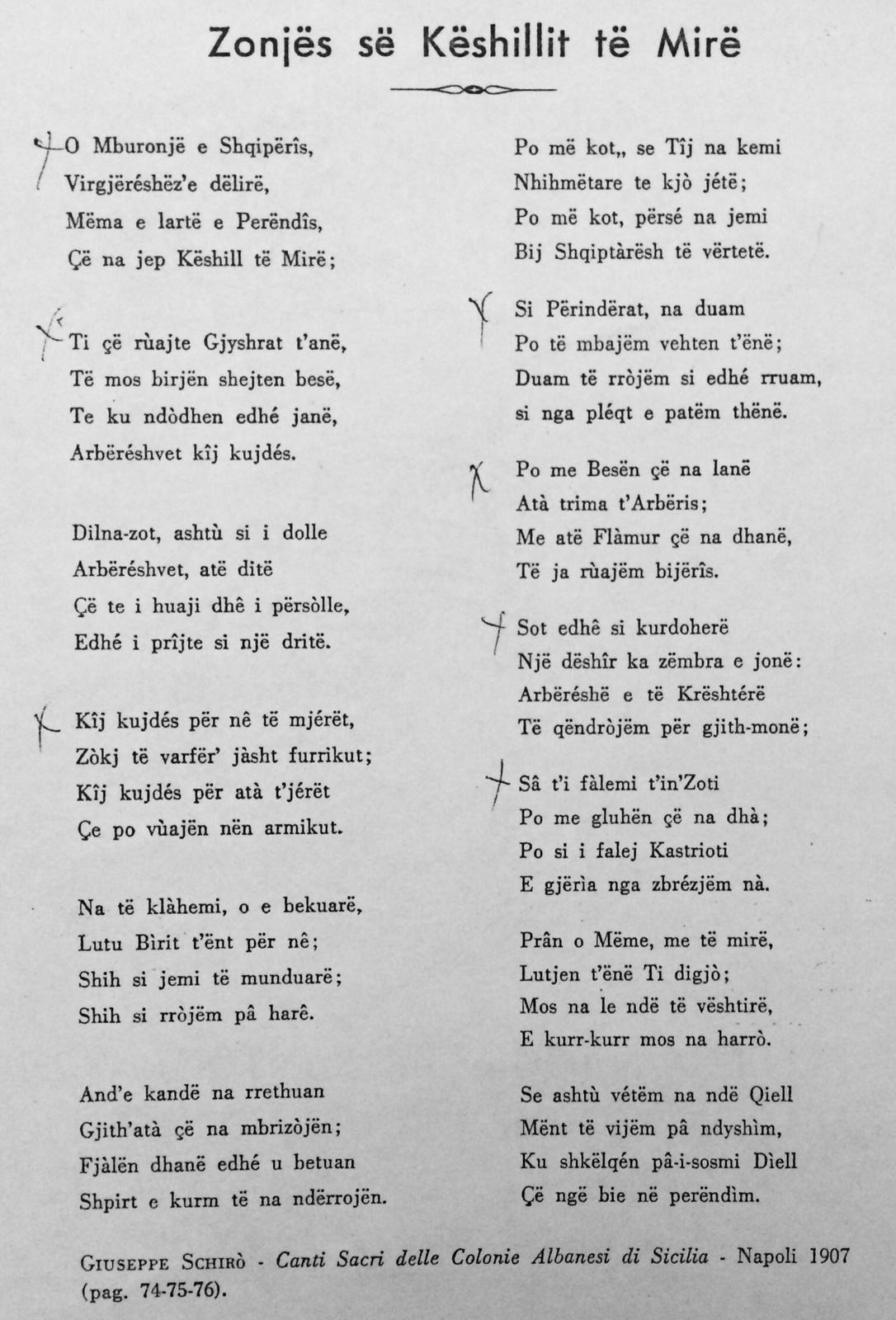
Il canto/inno "O mburonjë e Shqipërisë" (O scudo dell'Albania), Giuseppe Schirò, Canti Tradizionali ed altri Saggi delle Colonie Albanesi di Sicilia, Napoli 1907.

Nel primo periodo della sua attività lo Schirò approfondì la conoscenza della tradizione folklorista e patriottica, creando i classici della letteratura arbëreshe. Ben presto si dedicò unicamente agli studi letterari. Tra la fine dell'Ottocento e l'inizio del Novecento, si è affermata l'attività letteraria di Giuseppe Schirò. Egli ha composto una lirica forbita ed elegante, Mili e Hajdhia (1891), in una lingua pura ed emblematica per la fusione in una koinè di più elementi dialettali. Oltre all'idillio poema Mili e Hajdhia, d'ispirazione popolare, e alle Rapsodie albanesi, ha scritto la storia romanzata in versi Te dheu i huaj (In terra straniera) e il poemetto Mino. Tra le altre opere maggiori si ricordano: Kënga Liktori, Këthimi (Il Ritorno) e Këngë popullore shqiptare. La raccolta di poesie Kënkat e luftës (I canti della battaglia) del 1907, ispirata dall'ideale dell'indipendenza albanese, pone il poeta tra i più vibranti cantori risorgimentali. Al medesimo tema dedica la pubblicazione La bandiera albanese e il volume Gli Albanesi e la questione balcanica, entrambi del 1904.
È stato tra i più importanti rappresentanti della letteratura albanese del XIX secolo, uno dei più raffinati maestri di stile della letteratura albanese, ed autore di numerose opere che hanno riscosso notevoli consensi di critica e di pubblico: Rapsodie Albanesi (1887), Milo e Haidhe (1889-1907), Te Dheu i Huaj (1900-1920), Këthimi (1925).
Non meno significative furono le indagini condotte nel campo delle tradizioni letterarie popolari: Canti sacri delle Colonie Albanesi di Sicilia (1907) e della monumentale opera dal titolo Canti Tradizionali ed altri saggi delle Colonie Albanesi di Sicilia (1927). Giuseppe Schirò aveva una forte amicizia con illustre personalità dell'ambito culturale albanese e italiano.
Diversamente dagli altri poeti arbëreshë, lo Schirò non si chiude nella parlata del proprio paese o della propria regione, egli attinge da tutte le parlate, nella prospettiva di unificarle, riuscendo ad amalgamare in un tutto unitario il tesoro lessicale e fraseologico della lingua. La sua è la lingua più interdialettale di tutta la letteratura albanese (il poema Mino segna il massimo livello della interalbanesità del suo linguaggio). Alle sue opere imprime la disciplina che gli deriva da una severa formazione umanistica, l'armonia delle parti, la ricchezza e la nobiltà delle espressioni. Non è tanto proclive al sogno quanto invece sensibile all'entusiasmo che accende immagini luminose che ravvivano tutte le sue opere poetiche. Egli intreccia gli elementi romantici della poesia popolare albanese con la precisione artistica della poesia classica e neoclassica al fine di creare un corpus poetico armonico ed equilibrato.

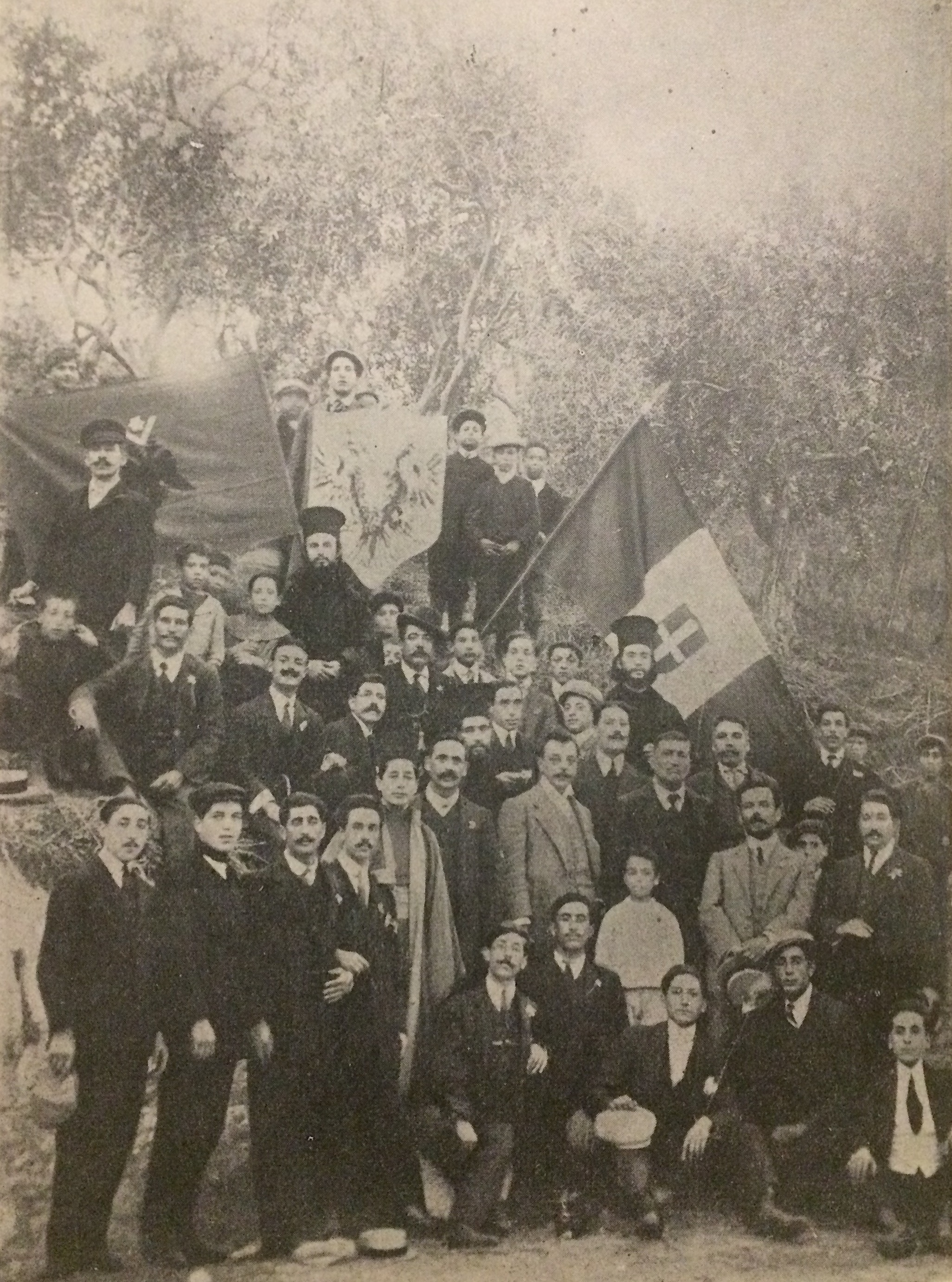
Manifestazione «Pro Albania» a Piana degli Albanesi (1911). Al centro il poeta Giuseppe Schirò.

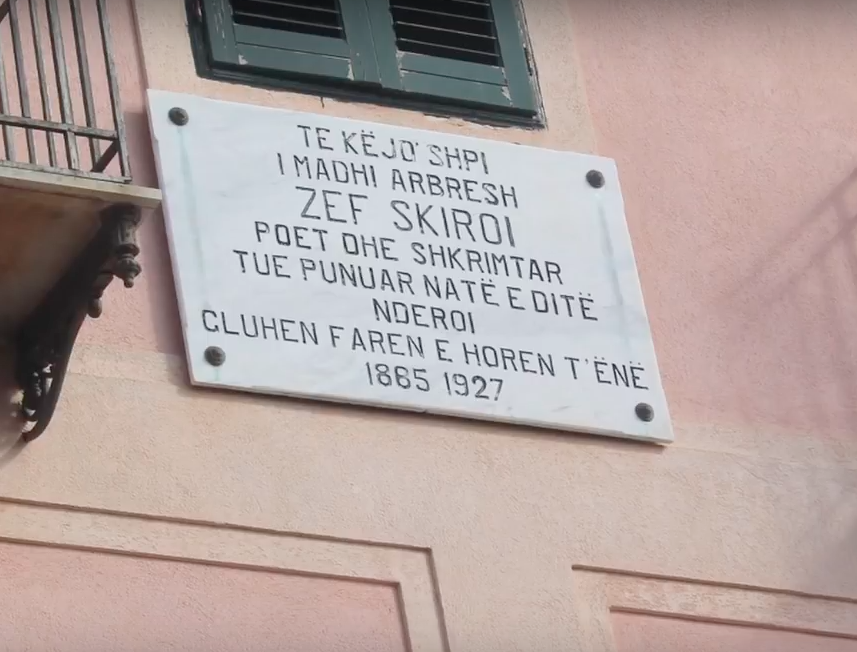
Targa marmorea posta sulla casa del vate poeta italo-albanese.

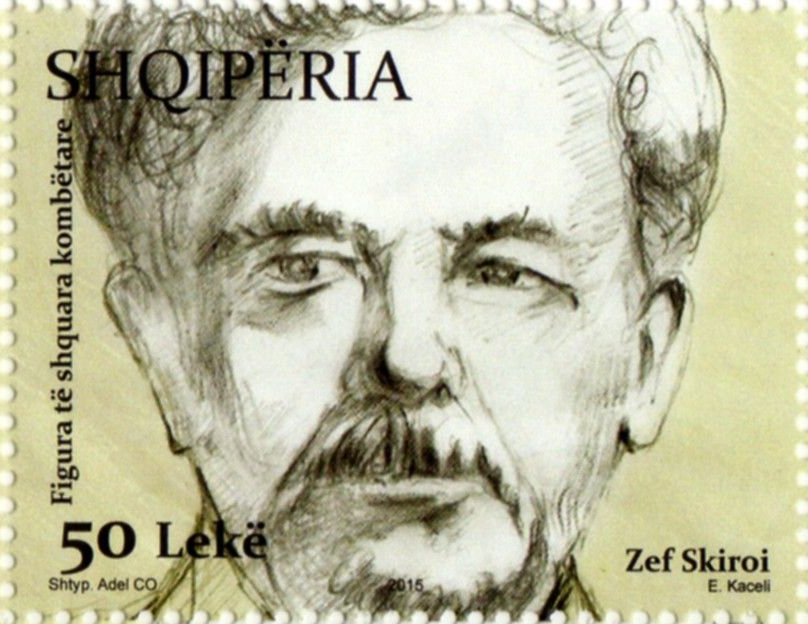
Francobollo dello Stato d'Albania in onore del 150º anniversario della nascita del poeta (2015), tra i più noti letterati albanesi.

Di particolare importanza sono gli studi nel campo della filologia letteraria e della dialettologia e del tutto eccezionali rimangono gli anni trascorsi a Napoli, dove incaricato quale primo docente di Lingua e Letteratura Albanese presso l'Istituto Regio Orientale, insegnò dal 1900 sino alla morte. In questa veste rilanciò presso gli ambienti culturali e politici italiani l'idea nazionale albanese e si fece promotore di iniziative editorial-pubblicistiche, come Arbri i rii e Flamuri i Shqiperisë, nonché di sostegno politico-culturale come l'invito rivolto ad Ismail Qemal Vlora, l'artefice dell'indipendenza albanese, che raggiunse in visita ufficiale le comunità albanesi d'Italia, e prima fra tutte Piana degli Albanesi, nel periodo dell'indipendenza d'Albania.
Giuseppe Schirò ebbe modo di attendere e incontrare Ismail Qemal Vlora, primo ministro del governo albanese, recatosi con delegazione ufficiale a Piana degli Albanesi fra il 1911 e il 1912. 
Nel 1913 prende parte al Congresso albanese di Trieste per il riconoscimento e l'indipendenza dell'Albania dai turchi e in particolare modo per l'allontanamento delle forze politiche slavo-greche pronti ad annettere e spartirsi i territori albanesi. Nello stesso anno il poeta visita l'Albania e si ferma nella città albanese di Scutari.
Il figlio Giacomo, bersagliere, fu assassinato diciannovenne a Piana degli Albanesi da un gruppo di sovversivi nel 1920 e gli fu concessa la medaglia d'oro al valor militare. Il fatto sconvolse profondamente lo Schirò, il quale gli dedico l'anno dopo il poema dal titolo "Mino".
Morì a Napoli il 17 febbraio 1927.
A lui è dedicata la Biblioteca comunale di Piana degli Albanesi.

## Titoli delle principali opere
- Fiamuri i Arbërit, raccolta di poemi vjersha, 1885
- Kroja - Rapsodie Albanesi, raccolta di canti, 1887[6]
- Mili e Hajdhia, poema, 1890[7]
- Te dheu i huaj, poema storico, 1891[8]
- Kënkat e luftës, poesia, 1897
- Gli Albanesi e la questione Balcanica, 1904[9]
- Canti sacri, tradizioni letterarie religiose, 1907
- Mino, poema, 1921[10]
- Canti Tradizionali ed altri saggi delle Colonie Albanesi della Sicilia, 1923[11]
- Këthimi, poesia, 1925[12]